# 条叶香草
条叶香草（学名：Lysimachia vittiformis）是报春花科珍珠菜属的植物，是中国的特有植物。分布在中国大陆的广西等地，多生于山坡阴处，目前尚未由人工引种栽培。